# Filip Sachpekidis
Filip Filipos Lars Sachpekidis, född 3 juli 1997, är en svensk fotbollsspelare av grekiskt ursprung som spelar för Landskrona BoIS.

## Karriär
Säsongen 2013 fick Sachpekidis göra sin allsvenska debut, detta i ett inhopp i en match mot Syrianska. Debuten blev extra lyckosam då han efter bara några sekunder på plan gjorde matchens enda mål i Kalmars 1–0-seger. Blott 16 år gammal blev han därmed den dittills yngste målskytten i Allsvenskans historia.
Tunga skador förstörde till stor del säsongerna 2016, 2018 och 2019.  Men till säsongen 2020 var Sachpekidis åter skadefri och med spel i 29 matcher under året och 4 målgivande passningar (flest i laget) bidrog han till att Kalmar FF kunder förlänga sin långa allsvenska sejour med ytterligare en säsong. 
I januari 2021 förlängde Sachpekidis sitt kontrakt med Kalmar FF.
Efter att ha misslyckats med att förlänga Sachpekidis kontrakt flyttade han den 25 januari 2023 till det grekiska laget Levadiakos på en gratis transfer. Efter att varit klubblös sedan sommaren 2023 skrev Sachpekidis i mars 2024 på ett 1,5-årskontrakt med Landskrona BoIS.

## Spelstil
Sachpekidis är en teknisk, smart och bolltrygg spelare med en stark vilja till att fullfölja löpningar.